# Pharaonella perna
Pharaonella perna is een tweekleppigensoort uit de familie van de Tellinidae. De wetenschappelijke naam van de soort is voor het eerst geldig gepubliceerd in 1798 door Spengler.